# (8694) 1993 CO
A (8694) 1993 CO a Naprendszer kisbolygóövében található aszteroida. Ueda Szeidzsi és Kaneda Hirosi fedezte fel 1993. február 10-én.